# Pattambi

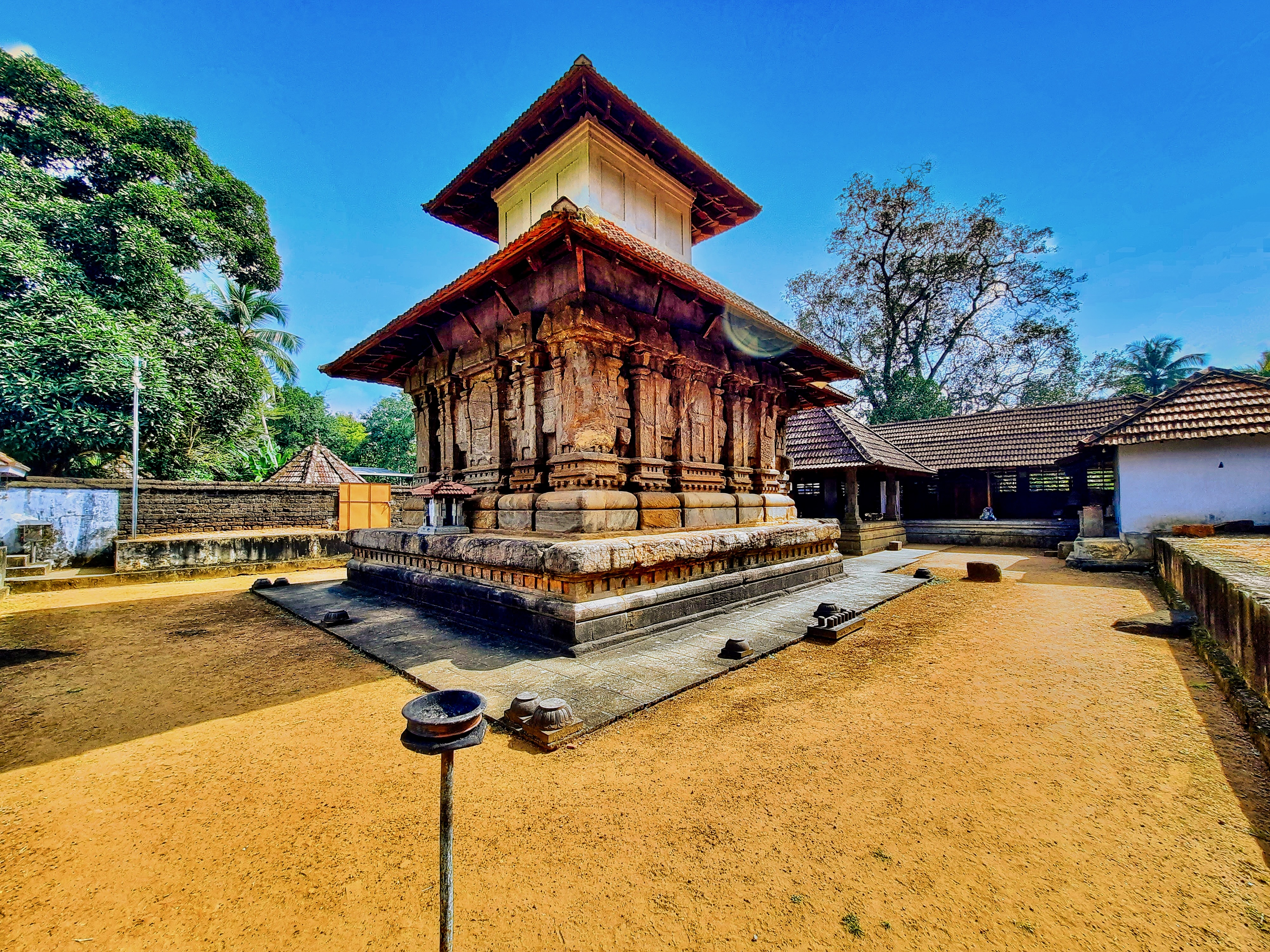
Pattambi – Shiva-Tempel

Pattambi (Malayalam പട്ടാമ്പി) ist eine Stadt im Küstenvorland der Gebirgskette der Westghats im Distrikt Palakkad im südindischen Bundesstaat Kerala.

## Lage und Klima
Pattambi liegt auf dem Nordufer einer Schleife des Flusses Bharathapuzha in einer Höhe von ca. 63 m; bis zur Küste der Arabischen See sind es etwa 40 km (Luftlinie). Thiruvananthapuram (früher Trivandrum), die Hauptstadt Keralas, ist etwa 325 km (Fahrtstrecke) in südöstlicher Richtung entfernt. Das Klima ist meist subtropisch warm; Regen (ca. 2000–2500 mm/Jahr) fällt überwiegend in der von Mai bis November dauernden Monsunzeit.

## Bevölkerung
| Jahr      | 1991  | 2001   | 2011   |
| Einwohner | k. A. | 24.168 | 28.632 |

Der Zuwachs der Bevölkerung in den letzten Jahrzehnten ist im Wesentlichen auf die anhaltende Zuwanderung von Familien aus dem Umland zurückzuführen. Ca. 55 % der Einwohner von Pattambi sind Moslems und nur knapp 44 % sind Hindus; der Rest entfällt auf kleinere Religionsgemeinschaften. Man spricht überwiegend Malayalam.

## Geschichte
Pattambi und sein Umland wurden lange Zeit von der Familie Nedungadi, einer Untergruppe der Nayar, beherrscht. Erst im ausgehenden 18. Jahrhundert übernahmen die Briten die Oberhoheit.

## Sehenswürdigkeiten
Etwa 2 km nordöstlich des Stadtzentrums liegt ein dem Hindu-Gott Shiva geweihter Tempelkomplex mit einem zentralen Bau aus dem 10. Jahrhundert, der jedoch später verändert wurde. In der Umgebung finden sich mehrere Schreine für weitere Gottheiten.